# Hertog van Manchester

Wapen van de Hertog van Manchester

Hertog van Manchester (Engels: Duke of Manchester) is een Britse adellijke titel. 
De titel hertog van Manchester werd gecreëerd in 1719 door George I voor Charles Montagu, 4e graaf van Manchester.
De familie Montagu is nog steeds in het bezit van de titel. De familiezetel was Kimbolton Castle (Cambridgeshire), maar de 10e hertog heeft het kasteel in 1950 verkocht.

## Hertog van Manchester (1719)
- Charles Montagu, 1e hertog van Manchester (1719–1722)
- William Montagu, 2e hertog van Manchester (1722–1739)
- Robert Montagu, 3e hertog van Manchester (1739–1762)
- George Montagu, 4e hertog van Manchester (1762–1788)
- William Montagu, 5e hertog van Manchester (1788–1843)
- George Montagu, 6e hertog van Manchester (1843–1855)
- William Montagu, 7e hertog van Manchester (1855–1890)
- George Montagu, 8e hertog van Manchester (1890–1892)
- William Montagu, 9e hertog van Manchester (1892–1947)
- Alexander Montagu, 10e hertog van Manchester (1947–1977)
- Sidney Montagu, 11e hertog van Manchester (1977–1985)
- Angus Montagu, 12e hertog van Manchester (1985–2002)
- Alexander Montagu, 13e hertog van Manchester (2002-heden)